# Madrid Open 2023
Il Madrid Open 2023, ufficialmente Mutua Madrid Open 2023 per motivi di sponsorizzazione, è un torneo di tennis disputato sulla terra rossa.
È stata la 21ª edizione ATP e la 14ª edizione WTA del Madrid Open. Faceva parte della categoria ATP World Tour Masters 1000 nell'ambito dell'ATP Tour 2023 e dei WTA 1000 nell'ambito del WTA Tour 2023. Entrambe le competizioni, maschile e femminile, si sono tenute alla Caja Mágica di Madrid, in Spagna, dal 25 aprile al 7 maggio 2023.

## Partecipanti ATP singolare

### Teste di serie
| Nazionalità | Giocatore                   | Ranking* | Testa di serie |
| ----------- | --------------------------- | -------- | -------------- |
| Spagna      | Carlos Alcaraz              | 2        | 1              |
|             | Daniil Medvedev             | 3        | 2              |
| Norvegia    | Casper Ruud                 | 4        | 3              |
| Grecia      | Stefanos Tsitsipas          | 5        | 4              |
|             | Andrej Rublëv               | 6        | 5              |
| Danimarca   | Holger Rune                 | 7        | 6              |
| Canada      | Félix Auger-Aliassime       | 9        | 7              |
| Stati Uniti | Taylor Fritz                | 10       | 8              |
| Stati Uniti | Frances Tiafoe              | 11       | 9              |
|             | Karen Chačanov              | 12       | 10             |
| Regno Unito | Cameron Norrie              | 13       | 11             |
| Polonia     | Hubert Hurkacz              | 15       | 12             |
| Germania    | Alexander Zverev            | 16       | 13             |
| Stati Uniti | Tommy Paul                  | 17       | 14             |
| Italia      | Lorenzo Musetti             | 18       | 15             |
| Australia   | Alex de Minaur              | 19       | 16             |
| Croazia     | Borna Ćorić                 | 20       | 17             |
| Spagna      | Pablo Carreño Busta         | 22       | 18             |
| Regno Unito | Daniel Evans                | 24       | 19             |
| Spagna      | Roberto Bautista Agut       | 25       | 20             |
| Canada      | Denis Shapovalov            | 27       | 21             |
| Stati Uniti | Sebastian Korda             | 28       | 22             |
| Paesi Bassi | Botic van de Zandschulp     | 29       | 23             |
| Argentina   | Francisco Cerúndolo         | 30       | 24             |
| Argentina   | Sebastián Báez              | 31       | 25             |
| Bulgaria    | Grigor Dimitrov             | 32       | 26             |
| Serbia      | Miomir Kecmanović           | 33       | 27             |
| Giappone    | Yoshihito Nishioka          | 34       | 28             |
| Spagna      | Alejandro Davidovich Fokina | 35       | 29             |
| Paesi Bassi | Tallon Griekspoor           | 36       | 30             |
| Rep. Ceca   | Jiří Lehečka                | 37       | 31             |
| Stati Uniti | Ben Shelton                 | 38       | 32             |

* Ranking al 24 aprile 2023.

### Altri partecipanti
I seguenti giocatori hanno ricevuto una wild card per il tabellone principale:
- Hugo Gaston
- Martín Landaluce
- Emilio Nava
- Abedallah Shelbayh
- Dominic Thiem

I seguenti giocatori sono entrati in tabellone con il ranking protetto:
- Jérémy Chardy
- Kyle Edmund

I seguenti giocatori sono entrati nel tabellone principale passando dalle qualificazioni:

- Aslan Karacev
- Marco Cecchinato
- Andrea Vavassori
- Jurij Rodionov
- Benoît Paire
- Aleksandr Ševčenko
- Hugo Grenier
- Matteo Arnaldi
- Roman Safiullin
- Yosuke Watanuki
- Borna Gojo
- Yannick Hanfmann

I seguenti giocatori sono entrati in tabellone come lucky loser:
- Jan-Lennard Struff
- Pavel Kotov
- Daniel Altmaier

### Ritiri
Prima del torneo
- Matteo Berrettini → sostituito da  Juan Pablo Varillas
- Benjamin Bonzi → sostituito da  Il'ja Ivaška
- Jenson Brooksby → sostituito da  Filip Krajinović
- Marin Čilić → sostituito da  Christopher O'Connell
- Pablo Carreño Busta → sostituito da  Daniel Altmaier
- Federico Coria → sostituito da  Oscar Otte
- Hugo Dellien → sostituito da  Thiago Monteiro
- Novak Đoković → sostituito da  Zhang Zhizhen
- Jack Draper → sostituito da  Daniel Elahi Galán
- John Isner → sostituito da  Cristian Garín
- Kwon Soon-woo → sostituito da  Jérémy Chardy
- Nick Kyrgios → sostituito da  Stan Wawrinka
- Constant Lestienne → sostituito da  Jan-Lennard Struff
- Rafael Nadal → sostituito da  Quentin Halys
- Brandon Nakashima → sostituito da  Pavel Kotov
- Guido Pella → sostituito da  Roberto Carballés Baena
- Arthur Rinderknech → sostituito da  Ugo Humbert
- Jannik Sinner → sostituito da  Thanasi Kokkinakis
- Mikael Ymer → sostituito da  Alexei Popyrin

## Partecipanti ATP doppio

### Teste di serie
| Nazionalità | Giocatore         | Nazionalità | Giocatore              | Ranking* | Teste di serie |
| ----------- | ----------------- | ----------- | ---------------------- | -------- | -------------- |
| Paesi Bassi | Wesley Koolhof    | Regno Unito | Neal Skupski           | 2        | 1              |
| Stati Uniti | Rajeev Ram        | Regno Unito | Joe Salisbury          | 9        | 2              |
| Croazia     | Ivan Dodig        | Stati Uniti | Austin Krajicek        | 9        | 3              |
| El Salvador | Marcelo Arévalo   | Paesi Bassi | Jean-Julien Rojer      | 16       | 4              |
| Croazia     | Nikola Mektić     | Croazia     | Mate Pavić             | 17       | 5              |
| Regno Unito | Lloyd Glasspool   | Finlandia   | Harri Heliövaara       | 22       | 6              |
| India       | Rohan Bopanna     | Australia   | Matthew Ebden          | 35       | 7              |
| Messico     | Santiago González | Francia     | Édouard Roger-Vasselin | 35       | 8              |

* Ranking al 24 aprile 2023.

### Altri partecipanti
Le seguenti coppie di giocatori hanno ricevuto una wild card per il tabellone principale:
- Roberto Carballés Baena /  Martín Landaluce
- Daniel Rincón /  Abedallah Shelbayh
- Petros Tsitsipas /  Stefanos Tsitsipas

La seguente coppia di giocatori è entrata in tabellone come alternate:
- Alexander Erler /  Lucas Miedler

### Ritiri
Prima del torneo
- Francisco Cerúndolo /  Daniel Evans → sostituiti da  Roberto Bautista Agut /  Daniel Evans
- Lorenzo Musetti /  Diego Schwartzman → sostituiti da  Alexander Erler /  Lucas Miedler
- Fabio Fognini /  Simone Bolelli → sostituiti da  Simone Bolelli /  Fabrice Martin

## Partecipanti singolare WTA

### Teste di serie
| Nazionalità | Giocatrice             | Ranking* | Testa di serie |
| ----------- | ---------------------- | -------- | -------------- |
| Polonia     | Iga Świątek            | 1        | 1              |
|             | Aryna Sabalenka        | 2        | 2              |
| Stati Uniti | Jessica Pegula         | 3        | 3              |
| Tunisia     | Ons Jabeur             | 4        | 4              |
| Francia     | Caroline Garcia        | 5        | 5              |
| Stati Uniti | Coco Gauff             | 6        | 6              |
| Kazakistan  | Elena Rybakina         | 7        | 7              |
|             | Dar'ja Kasatkina       | 8        | 8              |
| Grecia      | Maria Sakkarī          | 9        | 9              |
| Rep. Ceca   | Petra Kvitová          | 10       | 10             |
| Rep. Ceca   | Barbora Krejčíková     | 12       | 11             |
|             | Veronika Kudermetova   | 13       | 12             |
| Brasile     | Beatriz Haddad Maia    | 14       | 13             |
|             | Ljudmila Samsonova     | 18       | 14             |
|             | Viktoryja Azaranka     | 16       | 15             |
|             | Ekaterina Aleksandrova | 17       | 16             |
| Polonia     | Magda Linette          | 19       | 17             |
| Italia      | Martina Trevisan       | 20       | 18             |
| Lettonia    | Jeļena Ostapenko       | 22       | 19             |
| Croazia     | Donna Vekić            | 23       | 20             |
|             | Anastasija Potapova    | 25       | 21             |
| Cina        | Zheng Qinwen           | 24       | 22             |
| Canada      | Bianca Andreescu       | 27       | 23             |
| Belgio      | Elise Mertens          | 29       | 24             |
| Svizzera    | Jil Teichmann          | 30       | 25             |
| Spagna      | Paula Badosa           | 42       | 26             |
| Croazia     | Petra Martić           | 33       | 27             |
| Stati Uniti | Bernarda Pera          | 32       | 28             |
| Rep. Ceca   | Marie Bouzková         | 31       | 29             |
| Ucraina     | Anhelina Kalinina      | 35       | 30             |
| Romania     | Irina-Camelia Begu     | 35       | 31             |
| Ucraina     | Marta Kostjuk          | 36       | 32             |
| Stati Uniti | Shelby Rogers          | 38       | 33             |

* Ranking al 24 aprile 2023.

### Altre partecipanti
Le seguenti giocatrici hanno ricevuto una wild card per il tabellone principale:
- Mirra Andreeva
- Marina Bassols Ribera
- Alex Eala
- Brenda Fruhvirtová
- Victoria Jiménez Kasintseva
- Rebeka Masarova
- Camila Osorio
- Elina Svitolina

Le seguenti giocatrici sono entrate in tabellone con il ranking protetto:
- Jaqueline Cristian
- Sofia Kenin
- Anastasija Pavljučenkova
- Nadia Podoroska
- Barbora Strýcová

Le seguenti giocatrici sono entrate nel tabellone principale passando dalle qualificazioni:

- Clara Burel
- Dajana Jastrems'ka
- Nuria Párrizas Díaz
- Markéta Vondroušová
- Sara Errani
- Elena-Gabriela Ruse
- Arantxa Rus
- Laura Siegemund
- Anna Karolína Schmiedlová
- Irene Burillo Escorihuela
- Eugenie Bouchard
- Magdalena Fręch

Le seguenti giocatrici sono entrata in tabellone come lucky loser:
- Julia Grabher
- Viktorija Tomova

### Ritiri
Prima del torneo
- Belinda Bencic → sostituita da  Sorana Cîrstea
- Danielle Collins → sostituita da  Rebecca Marino
- Simona Halep → sostituita da  Jasmine Paolini
- Ons Jabeur → sostituita da  Viktorija Tomova
- Madison Keys → sostituita da  Katie Volynets
- Linda Nosková → sostituita da  Anna Bondár
- Naomi Osaka → sostituita da  Lucia Bronzetti
- Karolína Plíšková → sostituita da  Caty McNally
- Emma Raducanu → sostituita da  Julia Grabher
- Alison Riske-Amritraj → sostituita da  Lesja Curenko
- Kateřina Siniaková → sostituita da  Dalma Gálfi
- Patricia Maria Țig → sostituita da  Cristina Bucșa
- Ajla Tomljanović → sostituita da  Emma Raducanu
- Zhang Shuai → sostituita da  Maryna Zanevs'ka

## Partecipanti doppio WTA

### Teste di serie
| Nazione     | Giocatrice               | Nazione     | Giocatrice       | Ranking* | Testa di serie |
| ----------- | ------------------------ | ----------- | ---------------- | -------- | -------------- |
| Stati Uniti | Coco Gauff               | Stati Uniti | Jessica Pegula   | 7        | 1              |
| Ucraina     | Ljudmyla Kičenok         | Lettonia    | Jeļena Ostapenko | 18       | 2              |
| Stati Uniti | Desirae Krawczyk         | Paesi Bassi | Demi Schuurs     | 21       | 3              |
| Australia   | Storm Hunter             | Belgio      | Elise Mertens    | 28       | 4              |
| Stati Uniti | Nicole Melichar-Martinez | Australia   | Ellen Perez      | 31       | 5              |
| Canada      | Gabriela Dabrowski       | Brasile     | Luisa Stefani    | 34       | 6              |
| Giappone    | Shūko Aoyama             | Giappone    | Ena Shibahara    | 39       | 7              |
| Cina        | Xu Yifan                 | Cina        | Yang Zhaoxuan    | 44       | 8              |

- Ranking al 24 aprile 2023.

### Altre partecipanti
Le seguenti coppie di giocatrici hanno ricevuto una wild card per il tabellone principale:
- Ėrika Andreeva /  Mirra Andreeva
- Paula Badosa /  Bethanie Mattek-Sands
- Brenda Fruhvirtová /  Linda Fruhvirtová

Le seguenti coppie di giocatrici sono entrate in tabellone con il ranking protetto:
- Hsieh Su-wei /  Barbora Strýcová
- Sofia Kenin /  Magda Linette
- Anastasija Pavljučenkova /  Elena Rybakina

## Punti
| Torneo              | V    | F   | SF  | QF  | 4T  | 3T | 2T   | 1T   | Q    | Q2   | Q1   |
| Singolare maschile  | 1000 | 600 | 360 | 180 | 90  | 45 | 25*  | 10   | 16   | 8    | 0    |
| Doppio maschile     | 1000 | 600 | 360 | 180 | 90  | 0  | N.D. | N.D. | N.D. | N.D. | N.D. |
| Singolare femminile | 1000 | 650 | 390 | 215 | 120 | 65 | 35*  | 10   | 30   | 20   | 2    |
| Doppio femminile    | 1000 | 650 | 390 | 215 | 120 | 10 | N.D. | N.D. | N.D. | N.D. | N.D. |

* I giocatori con un bye ricevono i punti del primo turno.

## Montepremi
| Torneo              | V          | F        | SF       | QF       | 4T      | 3T      | 2T      | 1T      | Q2     | Q1     |
| Singolare maschile  | €1,105,265 | €580,000 | €308,790 | €161,525 | €84,900 | €48,835 | €27,045 | €16,340 | €8,265 | €4,510 |
| Singolare femminile | €1,105,265 | €580,000 | €308,790 | €161,525 | €84,900 | €48,835 | €27,045 | €16,340 | €8,265 | €4,510 |
| Doppio maschile     | €319,570   | €173,600 | €95,350  | €52,510  | €28,930 | €15,780 | N.D.    | N.D.    | N.D.   | N.D.   |
| Doppio femminile    | €319,570   | €173,600 | €95,350  | €52,510  | €28,930 | €15,780 | N.D.    | N.D.    | N.D.   | N.D.   |

## Campioni

### Singolare maschile
Carlos Alcaraz ha sconfitto in finale  Jan-Lennard Struff con il punteggio di 6-4, 3-6, 6-3.
• È il decimo titolo in carriera per Alcaraz, il quarto in stagione.

### Singolare femminile
Aryna Sabalenka ha sconfitto in finale  Iga Świątek con il punteggio di 6-3, 3-6, 6-3.
• È il quattordicesimo titolo in carriera per Sabalenka, il terzo in stagione.

### Doppio maschile
Karen Chačanov /  Andrej Rublëv hanno sconfitto in finale  Rohan Bopanna /  Matthew Ebden con il punteggio di 6-3, 3-6, [10-3].

### Doppio femminile
Viktoryja Azaranka /  Beatriz Haddad Maia hanno sconfitto in finale  Coco Gauff /  Jessica Pegula con il punteggio di 6-1, 6-4.